# Biòpsia mamària
Una biòpsia mamària o biòpsia de mama es fa quan es descobreix una lesió sospitosa a la mamografia o l'ecografia per obtenir teixit per al diagnòstic patològic. Actualment existeixen diversos mètodes per a una biòpsia de mama. El mètode de biòpsia més adequat per a un pacient depèn de diversos factors, com ara la mida, la ubicació, l'aspecte i les característiques de l'anormalitat. Els diferents tipus de biòpsies de mama inclouen la punció aspirativa amb agulla fina (PAAF), la biòpsia assistida per buit, la biòpsia amb agulla gruixuda (BAG) i la biòpsia d'excisió quirúrgica. Les biòpsies de mama es poden fer mitjançant ecografia, ressonància magnètica o amb una tècnica de biòpsia estereotàctica. Les biòpsies assistides per buit se solen fer mitjançant tècniques estereotàctiques quan la lesió sospitosa només es pot veure a la mamografia. De mitjana, entre 5 i 10 biòpsies d'una lesió de mama sospitosa conduiran al diagnòstic d'un cas de càncer de mama.